# مارسل گائوس
مارسل گائوس (انگلیسی: Marcel Gaus؛ زادهٔ ۲ اوت ۱۹۸۹) بازیکن فوتبال اهل آلمان است.
از باشگاه‌هایی که در آن بازی کرده‌است می‌توان به باشگاه فوتبال اف‌اس‌وی فرانکفورت، باشگاه فوتبال کایزرسلاوترن، و باشگاه فوتبال فورتونا دوسلدورف اشاره کرد.